# Матильда Брауншвейг-Люнебурзька
Матильда Брауншвейг-Люнебурзька (? — пом. бл. 1295) — княгиня-регент Ангальта 1266–1270, ігуменя Гернроде 1275–1295; дружина Генріха II, князя Ангальта.
Нащадок Великого князя Київського Володимира Святого та Святополка Ізяславича. По материнській лінії була нащадком Великих князів Київських Володимира Святого та Ярослава Мудрого.
Також була праправнучкою імператора Священної Римської імперії Лотаря II .

## Біографія
Була старшою донькою спадкоємця династії Вельфів Отто I Дитини та княжни з династії Асканії Матильди Брандербурзької, старшої доньки маркграфа Бранденбурзького Альберта II і його дружини Матильди з Гройчу, доньки князя Лужицького Конрада II та польської принцеси Єлизавети Мешківни. 
Матильда одружилась 18 травня 1245 р. з Генріхом II, першим князем Ангальт-Ашерслебену. 
Подружжя мало двох дітей:
- Отто I († 1304), князь Ангальт-Ашерслебену.
- Генріх III († 10 листопада 1307), князь Ангальт-Ашерслебену з 1266 по 1283 р.; з 1305 р. Архієпископ Магдебурзький.

Після смерті чоловіка в 1266 році Матильда була княгинею-регентом її малолітніх синів.
З 1275 року і до смерті була аббатесею монастиря Гернроде в Кведлінбурзі.

## Родовід
Матильда Брауншвейг-Люнебурзька веде свій родовід, в тому числі, й від Великих князів Київських та Королів Русі.